# طلا هپتافلوئورید
طلا هپتافلوئورید ترکیبی از طلا(V) با فرمول تجربی AuF۷ است. سنتز این ترکیب نخستین بار در سال ۱۹۸۱ گزارش شد. محاسبات اخیر نشان می‌دهد که این ترکیب ممکن است نخستین کمپلکس دی‌فلوئور باشد، AuF۵·F۲. کمپلکس دی‌فلوئور طلا(V) حساب شده‌است که ۲۰۵ kJ/mol پایدارتر از طلا(VII) فلوئورید باشد. فرکانس ارتعاش در cm−۱۷۳۴ ویژگی بارز پایان هماهنگ مولکول دی‌فلوئور هست.